# Sant Privat (Erau)
Sant Privat (en francès Saint-Privat) és un municipi occità del Llenguadoc situat al departament de l'Erau, a la regió d'Occitània.